# Popowia tomentosa
Popowia tomentosa är en kirimojaväxtart som beskrevs av Alexander Carroll Maingay, Joseph Dalton Hooker och Thomas Thomson. Popowia tomentosa ingår i släktet Popowia och familjen kirimojaväxter. Utöver nominatformen finns också underarten P. t. crinita.